# Foscarnet
El foscarnet es la base conjugada del ácido fosfonoformico HOOC-PO3H2, es un antiviral utilizado para las infecciones por citomegalovirus, especialmente para las retinitis ocasionadas por citomegalovirus en personas inmunodeprimidas y/o resistencia a Ganciclovir.

## Mecanismo de Acción[1]
El foscarnet inhibe la síntesis del ácido nucleico viral al interactuar de manera directa con la polimerasa de ADN del virus herpético o la retrotranscriptasa de VIH. Las células lo captan en forma lenta y no pasa por fases de metabolismo intracelular importantes. El foscarnet bloquea de manera reversible el sitio de unión con pirofosfato de la polimerasa viral en una forma no competitiva e inhibe la separación del pirofosfato de los trifosfatos de desoxinucleótido. Los efectos inhibidores del foscarnet contra las polimerasas de virus herpéticos son 100 veces mayores que contra la polimerasa α del ADN celular. Los herpesvirus resistentes a foscarnet tienen mutaciones puntuales en la polimerasa viral de ADN y ocasionan disminuciones de tres a siete veces en la actividad de foscarnet in vitro.

## Usos terapéuticos[1]
El foscarnet intravenoso es eficaz para tratar la retinitis por CMV, que incluye las infecciones resistentes al ganciclovir, otros tipos de infecciones por CMV y las infecciones por HSV y VZV resistentes al aciclovir.

## Farmacocinética[1]
Absorción: La biodisponibilidad oral del foscarnet es baja.
Distribución: Los niveles en el vítreo son similares a los del plasma y los del líquido cefalorraquídeo (LCR), en promedio, son 66% de los del plasma en estado de equilibrio dinámico. 
Metabolismo:
Excreción: Más del 80% del foscarnet es excretado sin modificaciones en la orina por filtración glomerular y, tal vez, por secreción tubular.

## Vía de Administración y Efectos Adversos
Su administración es únicamente por vía intravenosa, pero sus efectos adversos que limitan su utilización son el daño renal y la hipocalcemia sintomática, y en casos muy contados, se incluye fiebre, náuseas o vómito, anemia, leucopenia, temblores, irritabilidad, convulsiones y alucinaciones.